# Osmia nigrobarbata
Osmia nigrobarbata är en biart som beskrevs av Cockerell 1916. Osmia nigrobarbata ingår i släktet murarbin, och familjen buksamlarbin. Inga underarter finns listade i Catalogue of Life.